# Manuel González Llana

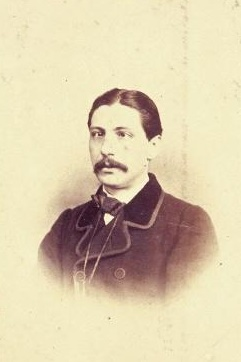
Manuel González Llana, fotografía de J. Laurent. Museo de Historia de Madrid.

Manuel González-Llana y Pruneda (Oviedo, 1835-Madrid, 1911) fue un periodista y político español, hermano del dramaturgo y crítico teatral Félix González Llana.
Durante el Sexenio Democrático trabajó como profesor de instituto en Guadalajara, al tiempo que escribía como redactor del diario La Iberia. Entre 1868 y 1870 fue gobernador civil de la provincia de Alicante, cargo desde el que se enfrentó al dirigente republicano alicantino Eleuterio Maisonnave Cutayar. Tras la Restauración borbónica, se unió al Partido Liberal Fusionista, con el que fue elegido diputado al Congreso por el distrito electoral de Dolores, Alicante en las elecciones generales de 1881, pero tuvo que renunciar al año siguiente al ser nombrado director general de la Administración de las Islas Filipinas.